# 시그마 모형
양자장론에서 시그마 모형(σ模型, sigma model)은 두 매끄러운 다양체 사이의 매끄러운 함수를 장으로 삼는 양자장론의 한 종류다. 끈 이론에서 쓰인다.

## 정의
다음이 주어졌다고 하자.
- 유사 리만 다양체 {\displaystyle (M,g_{\mu \nu })} (시공간)
- 리만 다양체 {\displaystyle (T,\eta _{ab})} (과녁 공간 영어: target space)

그렇다면, 임의의 매끄러운 함수 {\displaystyle \phi \colon M\to T}에 대한 시그마 모형 작용(영어: sigma model action)은 다음과 같다.
{\displaystyle S[\phi ]=\int _{M}{\sqrt {|\det g|}}\,g_{\mu \nu }\eta ^{ab}(\partial _{\mu }\phi )^{a}(\partial _{\nu }\phi )^{b}}
(이것이 유한하기 위해서는 물론 {\displaystyle \phi }가 적절한 경계 조건을 만족시켜야 한다.)
이를 작용으로 하는 고전 장론 또는 그 양자화를 시그마 모형이라고 한다.
여기서 {\displaystyle T}가 유클리드 공간 {\displaystyle \mathbb {R} ^{n}}이나 원 {\displaystyle \mathbb {S} ^{1}}과 같은 단순한 공간일 경우에는 이를 선형 시그마 모형(영어: linear sigma model)이라고 하고, 그렇지 않을 경우에는 비선형 시그마 모형(영어: nonlinear sigma model)이라고 한다.

### 대칭 공간 위의 시그마 모형
과녁 공간이 리만 대칭 공간 {\displaystyle G/H}인 경우를 생각하자.:§3 이 경우, {\displaystyle G}의 리 대수는
{\displaystyle {\mathfrak {g}}={\mathfrak {h}}+{\mathfrak {m}}}
{\displaystyle [{\mathfrak {h}},{\mathfrak {m}}]\subseteq {\mathfrak {m}}}
{\displaystyle [{\mathfrak {m}},{\mathfrak {m}}]\subseteq {\mathfrak {h}}}
와 같이 분해되며, {\displaystyle {\mathfrak {m}}} 위에는 {\displaystyle \operatorname {Ad} (H)}-불변 내적
{\displaystyle \eta (x,y)=\eta (\operatorname {Ad} (h)x,\operatorname {Ad} (h)y)\qquad (x,y\in {\mathfrak {m}},\;h\in H)}
이 주어진다. 이 내적은 {\displaystyle G/H} 위의 리만 계량을 정의한다.
이러한 대칭 공간 위의 시그마 모형은 {\displaystyle H}에 대한 게이지 대칭을 도입하여 더 깔끔하게 서술될 수 있다. 구체적으로, 대역적 대칭 {\displaystyle G} 및 게이지 대칭 {\displaystyle {\mathcal {C}}^{\infty }(M,H)}에 대하여 변환하는 스칼라장
{\displaystyle \Phi \colon M\to G}
{\displaystyle \Phi \mapsto g\Phi (x)h(x)^{-1}\qquad (g\in G,\;h\in {\mathcal {C}}^{\infty }(M,H))}
를 생각하자.
이제, 스칼라장의 미분
{\displaystyle \Phi (x)^{-1}\partial _{\mu }\Phi \in \Omega ^{1}(M;{\mathfrak {g}})}
을 생각하자. 대칭 공간의 경우 표준적인 분해
{\displaystyle {\mathfrak {g}}={\mathfrak {m}}\oplus {\mathfrak {h}}}
가 주어지므로, 이를 다음과 같은 두 조각으로 분해할 수 있다.
{\displaystyle \Phi (x)^{-1}\partial _{\mu }\Phi (x)=\nabla _{\mu }\phi (x)+B_{\mu }(x)}
{\displaystyle \nabla _{\mu }\phi \in \Omega ^{1}(M;{\mathfrak {m}})}
{\displaystyle B_{\mu }\in \Omega ^{1}(M;{\mathfrak {h}})}
(첫째 항의 기호 {\displaystyle \nabla _{\mu }\phi }는 단순히 표기에 불과하다.)
그렇다면, 이는 다음과 같이 변환한다.
{\displaystyle \Phi ^{-1}\partial _{\mu }\Phi \mapsto h\Phi \partial _{\mu }(\Phi h^{-1})=h(\Phi ^{-1}\partial _{\mu }\Phi )h^{-1}+h\partial _{\mu }(h^{-1})}
{\displaystyle \nabla _{\mu }\phi \mapsto h(\nabla _{\mu }\phi )h^{-1}}
{\displaystyle B_{\mu }(\Phi )\mapsto h(B_{\mu })h^{-1}+h\partial _{\mu }(h^{-1})=h(B_{\mu })h^{-1}-(\partial h)h^{-1}}
따라서, 스칼라장의 운동항
{\displaystyle \operatorname {tr} \left(\eta _{ab}\nabla _{\mu }\phi ^{a}\nabla ^{\mu }\phi ^{b}\right)}
를 적을 수 있다. (여기서 {\displaystyle \eta }는 {\displaystyle {\mathfrak {m}}} 위의 내적이다.)
이 작용에는 페르미온 항을 다음과 같이 추가할 수 있다. 우선, 스피너장 {\displaystyle \psi }가 {\displaystyle H}의 유니터리 표현을 따른다고 하자.
{\displaystyle \psi (x)\mapsto h(x)\psi (x)}
{\displaystyle {\bar {\psi }}(x)\mapsto \psi (x)h^{-1}(x)}
그렇다면, 다음과 같은 공변 미분을 정의한다.
{\displaystyle D_{\mu }\psi =\partial _{\mu }\psi +B_{\mu }\psi }
이는 대칭에 대하여
{\displaystyle D_{\mu }\phi \mapsto hD_{\mu }\psi }
와 같이 변환한다. 따라서, 게이지 변환에 대하여 불변인 페르미온 운동항
{\displaystyle {\bar {\psi }}\gamma ^{\mu }D_{\mu }\psi }
을 적을 수 있다.
{\displaystyle B_{\mu }}의 성분들은 {\displaystyle \psi }에 대하여 일종의 주접속(게이지장)으로 작용한다. 이는 궁극적으로 {\displaystyle \Phi }의 성분의 일부에서 유래하며, 이들은 운동항을 갖지 않아 보조장의 역할을 한다.
이러한 구성은 일반 상대성 이론에서 페르미온을 도입하기 위해 필바인을 잡는 것과 동치이다. 중력의 경우, 장은 리만 계량 {\displaystyle g}이며, {\displaystyle d(d+1)/2}개의 성분을 갖는다. 이 리만 계량을 필바인으로 표기하자.
{\displaystyle g_{\mu \nu }=e_{\mu }^{a}e_{\nu }^{b}\eta _{ab}}
필바인 {\displaystyle e_{\mu }^{a}\in \operatorname {GL} (d;\mathbb {R} )}은 임의의 {\displaystyle n\times n} 가역 행렬이다. 그러나, 이는
{\displaystyle \eta _{\mu }^{a}\mapsto M_{a}{}^{b}\eta _{\mu }{}^{a}\qquad (M\in \operatorname {O} (p,q))}
에 의하여 불변이다. 즉, 리만 계량은 동차 공간
{\displaystyle \operatorname {GL} (d;\mathbb {R} )/\operatorname {O} (p,q)\qquad (p+q=d)}
의 원소 {\displaystyle [e]}에 의하여 주어지며, 이 몫공간은 올바른 수의 {\displaystyle d(d+1)/2}개의 성분을 가짐을 알 수 있다.

### 초대칭 시그마 모형
(비선형) 시그마 모형에 페르미온을 추가하여, 초대칭 시그마 모형(영어: supersymmetric sigma model)을 만들 수 있다. 이 경우, 가능한 과녁 공간의 모양은 초대칭의 개수에 따라 제한된다.
- 2개의 초전하 (2차원 {\displaystyle {\mathcal {N}}=(1,1)})인 경우, 과녁 공간은 (일반적인) 리만 다양체이다.
- 4개의 초전하(2차원 {\displaystyle {\mathcal {N}}=(2,2)}, 4차원 {\displaystyle {\mathcal {N}}=1})인 경우, 과녁 공간은 켈러 다양체이다.
- 8개의 초전하(2차원 {\displaystyle {\mathcal {N}}=(4,4)}, 4차원 {\displaystyle {\mathcal {N}}=1})인 경우, 과녁 공간은 초켈러 다양체이다.

초대칭 시그마 모형의 양자화에 따라, 시그마 모형의 초대칭 바닥 상태들은 켈러 다양체인 과녁 공간의 조화형식과 일대일 대응한다.:305
가장 간단한 예로, 과녁 공간이 콤팩트 리만 다양체 {\displaystyle (M,g)}인 초대칭 시그마 양자역학을 생각하자.:206–220 즉, "시공간"이 1차원(시간)인 경우다. 이 경우, 힐베르트 공간은 {\displaystyle M} 위의 (복소) 미분 형식들의 공간과 동형이다.
{\displaystyle {\mathcal {H}}\cong \Omega (M)\otimes \mathbb {C} }
이 경우, 미분 형식의 차수는 상태의 페르미온 수 연산자가 된다. 국소좌표계를 {\displaystyle \{x^{i}\}}로 잡으면, 다음과 같은 정준 교환 관계(canonical commutation relation)을 잡을 수 있다.
{\displaystyle [x^{i},-i\nabla _{j}]=i\delta _{j}^{i}}
{\displaystyle \{dx^{i}\wedge ,i\,\iota _{\partial _{j}}\}=ig^{ij}}
이들을 각각 보손 및 페르미온 위치 및 운동량 연산자로 해석한다.
이 경우, 초대칭 연산자는 외미분 {\displaystyle d\colon \Omega ^{n}(M)\otimes \mathbb {C} \to \Omega ^{n+1}(M)\otimes \mathbb {C} }이고, 해밀토니언 연산자는 라플라스-벨트라미 연산자
{\displaystyle H=\{d,d^{\dagger }\}=\Delta }
가 된다. 즉, 바닥 상태는 조화형식에 대응하고, 드람 코호몰로지는 초대칭 코호몰로지에, 오일러 지표는 위튼 지표에 대응한다.
과녁 공간이 켈러 다양체인 경우, 4개의 초대칭은 각각 {\displaystyle \partial }, {\displaystyle {\bar {\partial }}}, {\displaystyle \partial ^{\dagger }}, {\displaystyle {\bar {\partial }}^{\dagger }}이 되고, 초대칭 코호몰로지는 돌보 코호몰로지가 된다. 과녁 공간이 초켈러 다양체인 경우, 복소 구조가 여러 개 있으므로 서로 다른 두 복소구조를 사용해 그 초대칭이 총 8개가 된다.

### 게이지 선형 시그마 모형
게이지 선형 시그마 모형(영어: gauged linear sigma model, 약자 GLSM)은 선형 시그마 모형에 게이지장을 추가한 것이다. 이 경우 특정한 극한을 취하면, 이는 게이지 선형 시그마 모형의 진공 다양체를 과녁 공간으로 하는 비선형 시그마 모형으로 수렴하게 된다. 이와 같은 과정으로 원환 다양체를 과녁 공간으로 하는 비선형 시그마 모형들을 작도할 수 있다. 이는 에드워드 위튼이 도입하였다.

## 성질
고전적으로, 시그마 모형의 오일러-라그랑주 방정식은
{\displaystyle g^{\mu \nu }\nabla _{\mu }(\partial _{\nu }\phi )^{a}=0}
이다. 여기서 {\displaystyle \nabla }는 {\displaystyle g}에 대한 레비치비타 접속이다.

### 재규격화
비선형 시그마 모형은 {\displaystyle M}이 3차원 이상일 경우에는 재규격화할 수 없다.
시그마 모형의 장 {\displaystyle \Sigma \colon M\to T}는 {\displaystyle M}을 {\displaystyle T} 속에 매장(embedding)하는 것으로 해석할 수 있다. 즉 {\displaystyle T} 속에 {\displaystyle \dim M} 차원의 브레인(brane)의 움직임을 나타낸다. 끈 이론에서는 끈은 2차원 브레인이므로 {\displaystyle M}은 끈 세계면을 나타내는 2차원 다양체다. {\displaystyle T}는 시공간으로, 끈 이론의 종류에 따라 26차원이거나 10차원이다. 끈 이론에서 다루는 2차원 시그마 모형은 재규격화할 수 있다. 이는 대니얼 프리댄이 1980년에 증명하였다. 비선형 시그마 모형의 베타 함수는 (1개 고리 차수만 고려하면) 과녁 공간의 리치 흐름과 같다.
{\displaystyle {\frac {dg_{\mu \nu }}{d\ln(\lambda )}}=R_{\mu \nu }+\cdots }
(여기서 {\displaystyle g_{\mu \nu }}는 과녁 공간의 계량, {\displaystyle R_{\mu \nu }}는 리치 곡률 텐서다.) 이 사실은 끈 이론에서 핵심적인 역할을 한다. 끈 이론에서, 등각 대칭은 게이지 대칭이므로, 끈의 세계면에 존재하는 이론은 항상 등각 장론이어야 한다. 즉, 베타 함수가 0이어야 한다. 이에 따라서, 그 과녁 공간 (끈 이론에서의 시공간)의 리치 곡률이 0이어야 한다. 이는 진공에서의 아인슈타인 방정식이다. 즉, 끈 이론이 일반 상대성 이론을 재현함을 알 수 있다.
비상대론적 양자역학은 함수 {\displaystyle \psi (t)\colon \mathbb {R} \to \mathbb {R} }에 대한 경로 적분으로 정의된다. 따라서 비상대론적 양자역학은{\displaystyle M=\mathbb {R} }, {\displaystyle T=\mathbb {R} }인 (선형) 시그마 모형이다.

## 역사
머리 겔만과 모리스 레비(Maurice Lévy)가 베타 붕괴를 설명하기 위해 1960년에 이 종류의 모형을 최초로 고안하였다. 여기서 시그마(σ)는 겔만-레비 모형에서 스칼라 중간자장의 하나였다.